# Qaasuitsup
Qaasuitsup var en kommun på nordvästra Grönland som existerade mellan den 1 januari 2009 (då ett antal mindre kommuner slogs ihop som en del av kommunreformen 2009) och årsskiftet 2017–2018 (då kommunen delades). Qaasuitsup var Grönlands nordligaste kommun. Det grönländska namnet Qaasuitsup Kommunia betyder Polarkommunen. Den var en sammanslagning av åtta tidigare kommuner, från Kangaatsiaq i söder till Qaanaaq (även kallat Thule) i norr. Kommunen omfattade även tätorterna och de tidigare kommunerna Aasiaat, Qasigiannguit, Qeqertarsuaq, Upernavik, Uummannaq och Ilulissat. Kommunhuset var beläget i Ilulissat. Kommunen hade 17 749 invånare 2010. En yta på ca 660 000 kvadratkilometer (större än Spanien och Portugal tillsammans) gjorde den till världens största kommunala enhet. Kommunvapnet visar ett typiskt grönländskt hundspann med åtta hundar sedda från förarplatsen på släden, under ett landskap med tre fjäll, månen och en snöflinga. Bakom fjällen lyser norrskenet.

## Orter och bosättningar
- Aappilattoq
- Aasiaat (Egedesminde)
- Akunnaaq
- Attu
- Iginniarfik
- Ikamiut
- Ikerasaarsuk
- Ikerasak
- Ilimanaq (Claushavn)
- Illorsuit
- Ilulissat (Jakobshavn)
- Innaarsuit
- Kangaatsiaq (Prøven)
- Kangerluk
- Kangersuatsiaq
- Kitsissuarsuit (Hunde Ejlande, Dog's Island)
- Kullorsuaq
- Naajaat
- Niaqornaarsuk
- Niaqornat
- Nutaarmiut
- Nuugaatsiaq
- Nuussuaq (Kraulshavn)
- Oqaatsut (Rodebay)
- Qaanaaq (Thule)
- Qaarsut
- Qasigiannguit (Christianshåb)
- Qeqertaq (Øen)
- Qeqertat
- Qeqertarsuaq (Godhavn)
- Saattut
- Saqqaq (Solsiden)
- Savissivik
- Siorapaluk
- Tasiusaq
- Ukkusissat
- Upernavik (Women's Island)
- Upernavik Kujalleq (Søndre Upernavik)
- Uummannaq (Omenak)